# Bodonal de la Sierra
Bodonal de la Sierra è un comune spagnolo di 1 060 abitanti situato nella comunità autonoma dell'Estremadura.